# Avenida Perimetral (Guayaquil)
La Avenida Perimetral es una de las principales arterias viales de Guayaquil, en Ecuador. Fue llamada de esa manera por recorrer la perímetro urbano noroeste de la ciudad de Guayaquil. Tiene un recorrido de 27 kilómetros y va desde el sur, en el intercambiador de tráfico de la Av. 25 de Julio, hasta el puente Vicente Rocafuerte sobre el río Daule, área en la que termina su recorrido y comienza la Autopista Terminal Terrestre.

## Historia
Construida bajo el concepto de autopista, su construcción se realizó en 1987, durante la presidencia de León Febres-Cordero. Inicialmente, su recorrido comenzaba desde la avenida 25 de Julio, pasaba por Pascuales, recorría La Aurora y terminaba en La Puntilla, sumando una distancia total de 45 kilómetros. La obra se contrató por más de catorce mil millones de sucres, que según el libro, el tipo de cambio habría sido 110 sucres por dólar.
Tenía como objetivo desviar el tráfico de los camiones de carga que salían del nuevo puerto. La falta de planificación urbana, ocasionó que la vía sea cercada por grandes barrios pobres y rápidamente se convirtió en un lugar peligroso, en donde aparecían cuerpos sin vida, y una gran cantidad de accidentes automovilísticos.
En el año 2006, durante el gobierno de Alfredo Palacio, en un proceso de descentralización, otorgó la competencia del tramo de la Perimetral, correspondiente al cantón Guayaquil al Municipio, quedando dividida en dos tramos: la Perimetral de 27 kilómetros, y el resto del tramo perteneciente al cantón Daule cambió de nombre.